# Formuła 5000
Formuła 5000 – klasa wyścigów samochodów jednomiejscowych z silnikami o pojemności do pięciu litrów. Wyścigi Formuły 5000 odbywały się w latach 1968–1982.

## Historia

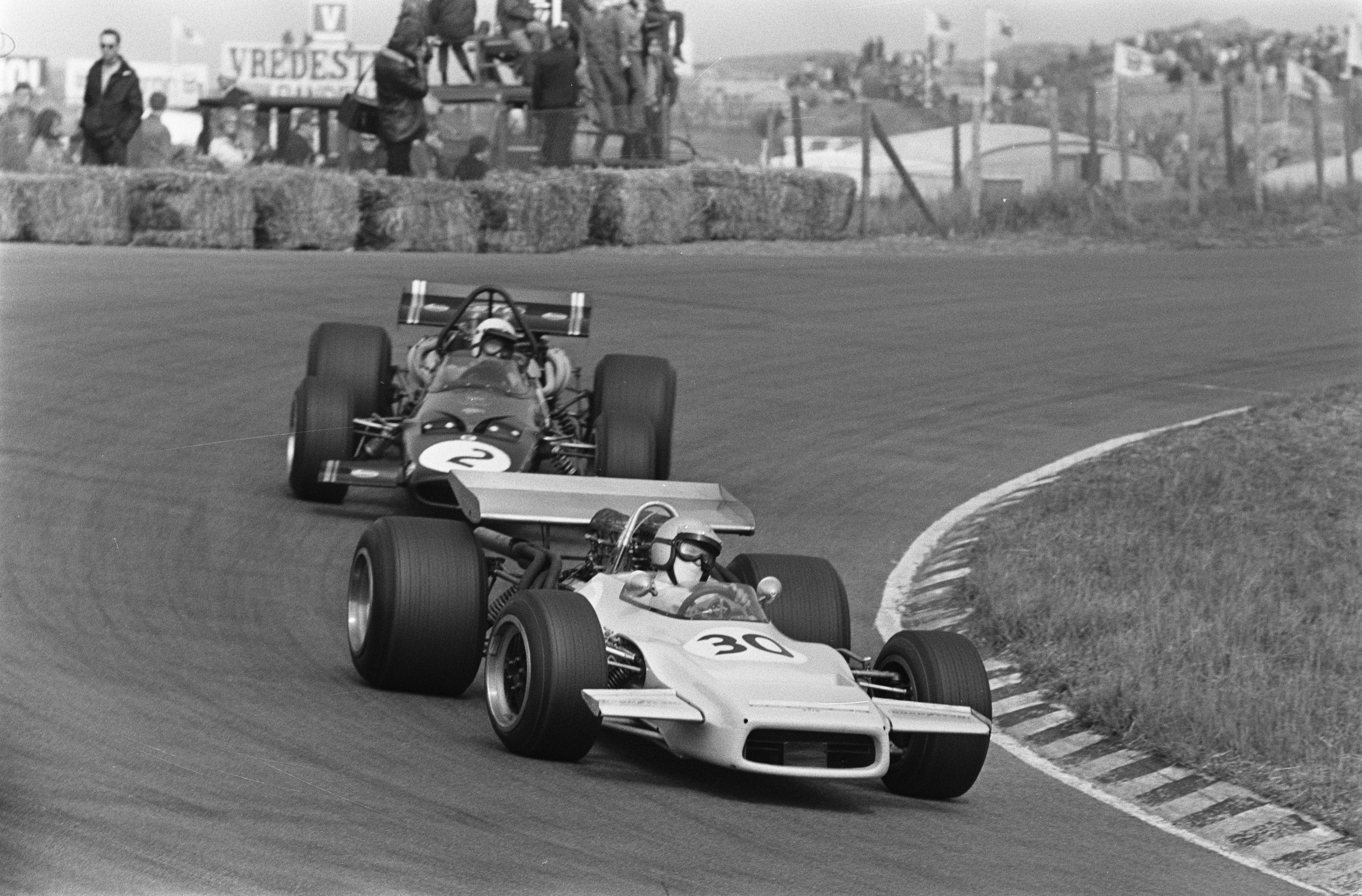
Wyścig Formuły 5000 w 1970 roku

Formuła 5000 wywodzi się od Formuły A. W 1965 roku Sports Car Club of America powołał trzy klasy formuł: A, B i C. Pierwotnie pojemność silników była ograniczona do trzech litrów. Formuła A okazała się jednak niepopularną serią z uwagi na nietypową wówczas pojemność silnika. W sezonie 1966 mistrzem został Harry McIntosh (Brabham BT7), a rok później – Chuck Kirkbride (Lotus 18).
W 1968 roku SCCA zwiększyła pojemność silników do pięciu litrów. Dzięki temu w serii zadebiutowały pojazdy z popularnymi w serii Trans-Am silnikami Chevrolet. Producentami samochodów spełniających wymogi formuły były takie firmy, jak Eagle, McLaren, Chevron i Lola. W serii uczestniczyli wówczas tacy zawodnicy, jak Mario Andretti, Al i Bobby Unserowie, Brian Redman i Sam Posey.
W tym czasie seria zadebiutowała w innych krajach: w 1968 roku zainaugurowano edycję południowoafrykańską, w 1969 brytyjską i nowozelandzką, a w 1971 – australijską. Ze względu na koszty w 1976 roku w Południowej Afryce oraz Nowej Zelandii zastąpiono Formułę 5000 Formułą Atlantic, a rok później na taki sam krok zdecydowano się w Stanach Zjednoczonych oraz Wielkiej Brytanii, gdzie zainaugurowano Formułę 1. W Australii Formułę 5000 rozgrywano do 1982 roku.